# Aura (parapsicología)

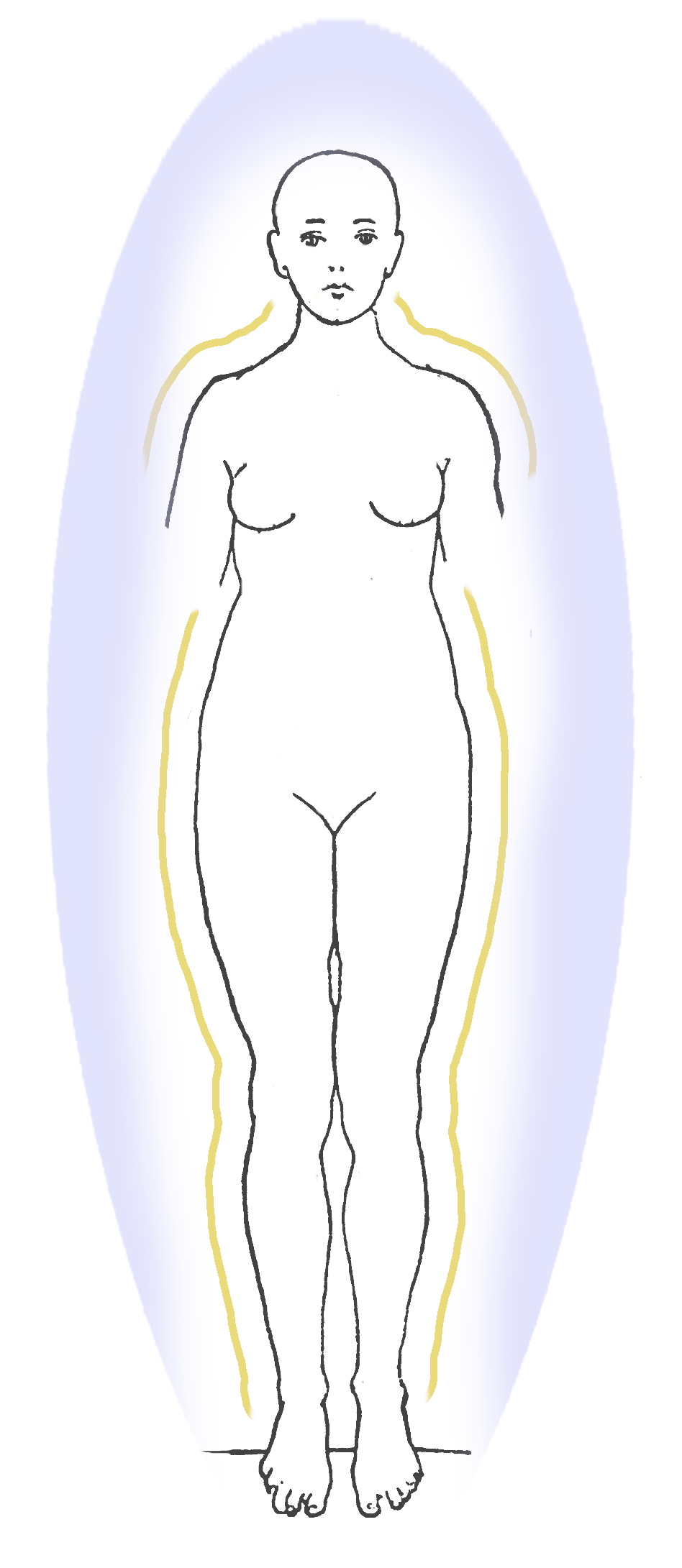
Representación de un aura humana, según un diagrama de Walter John Kilner (1847-1920)

Según creencias espirituales y en el ámbito de la parapsicología, un aura o campo de energía humana es una emanación de color que se dice que envuelve o rodea al cuerpo humano así como a cualquier animal u objeto, la cual sería invisible para la gran mayoría de los seres humanos. En algunas variantes esotéricas, el aura se describe como un cuerpo sutil. Los psíquicos y los practicantes de la medicina holística a menudo afirman tener la capacidad de ver el tamaño, color y el tipo de vibración de un aura.
El aura es mencionada a veces como el arcoíris humano y por esta razón, desde la perspectiva religiosa, estaría en relación con la diosa griega Iris o el Bifrost de los cultos nórdicos.
En la medicina alternativa espiritual, se suele considerar al aura como parte de una anatomía oculta que refleja el estado del ser y la salud de un sujeto, y a menudo se postula que incorpora centros de fuerza vital llamados chakras. Estas afirmaciones no están respaldadas por evidencia científica y, por lo tanto, son consideradas pseudociencia. Cuando se han realizado experimentos científicos controlados al respecto, ha sido imposible demostrar que exista la capacidad de ver auras.

## Etimología
En latín y griego antiguo, aura significa viento, brisa o aliento. Se usó en inglés medio para significar "brisa suave". A fines del siglo XIX, la palabra se usó en algunos círculos espiritualistas para describir una supuesta emanación sutil alrededor del cuerpo.

## Historia

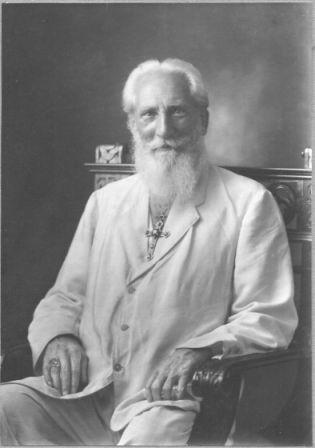
Charles Webster Leadbeater, a quien se le atribuye el desarrollo y la popularización del concepto de auras.

El concepto de las auras fue popularizado por primera vez por Charles Webster Leadbeater, un ex sacerdote de la Iglesia de Inglaterra y miembro de la Sociedad Teosófica mística. Leadbeater había estudiado teosofía en la India y creía que tenía la capacidad de usar poderes de clarividencia para realizar investigaciones científicas. Afirmaba haber descubierto que la mayoría de los hombres provienen de Marte, pero que los hombres más avanzados provenían de la Luna. También que los átomos de hidrógeno están formados por seis cuerpos contenidos en forma de huevo. En su libro "Man Visible and Invisible" publicado en 1903, Leadbeater ilustró el aura del hombre en varias etapas de su "evolución moral", desde el "salvaje" hasta el santo.
En 1910, Leadbeater introdujo la concepción moderna de las auras incorporando la noción tántrica de los chakras en su libro "The Inner Life" . Leadbeater no se limitó a presentar las creencias tántricas a Occidente, sino que las reconstruyó y reinterpretó mezclándolas con sus propias ideas, sin dar reconocimiento a las fuentes de estas innovaciones. Algunas de las innovaciones de Leadbeater describen los chakras como vórtices de energía y asocian cada uno de ellos con una glándula, un órgano y otras partes del cuerpo.
En los años siguientes, las ideas de Leadbeater sobre el aura y los chakras fueron adoptadas y reinterpretadas por otros teósofos como Rudolf Steiner y Edgar Cayce, pero su anatomía oculta siguió siendo de menor interés dentro de la contracultura esotérica hasta la década de 1980, cuando fue retomada por el movimiento de la Nueva Era.
En 1977, el esoterista estadounidense Christopher Hills publicó el libro Nuclear Evolution: The Rainbow Body, que presentaba una versión modificada de la anatomía oculta de Leadbeater. Mientras que Leadbeater había dibujado cada chakra con formas intrincadamente detalladas y múltiples colores, Hills los presentó como una secuencia de centros, cada uno asociado con un color del arcoíris. La mayoría de los escritores posteriores de la Nueva Era basaron sus representaciones del aura en la interpretación de Hill de las ideas de Leadbeater. Los chakras se convirtieron en parte de las principales especulaciones esotéricas en las décadas de 1980 y 1990. Durante esos años se desarrollaron muchas técnicas de la Nueva Era que tienen como objetivo eliminar los "bloqueos" de los chakras, como la curación con cristales y el aura-soma. Los chakras estaban, a fines de la década de 1990, menos conectados con su raíz teosófica e hinduista, y más infundidos con las ideas de la Nueva Era. Una variedad de libros de la Nueva Era propusieron diferentes vínculos entre cada chakra y colores, rasgos de personalidad, enfermedades, sacramentos cristianos, etc.
Varios tipos de sanación holística dentro del movimiento de la Nueva Era afirman utilizar técnicas de lectura o visualización del aura, como la terapia bioenergética, energía espiritual y medicina energética.

## Fotografía de auras

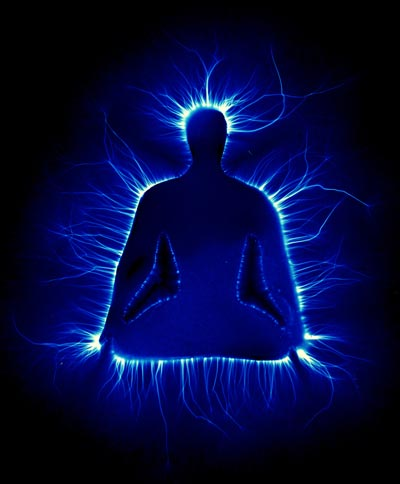
Una fotografía Kirlian que muestra una representación artística de un hombre en la posición del loto, rodeado por un resplandor azul.

Se han realizado numerosos intentos de capturar un campo de energía alrededor del cuerpo humano. Los cuales se remontan a fotografías del médico francés Hippolyte Baraduc en la década de 1890. La fotografía de aparentes "auras" es posible debido al calor que emana del cuerpo de un organismo, el cual es observable en forma de radiación infrarroja.

Fotografía tomada por Hippolyte Baraduc en 1896 que muestra la supuesta "fuerza vital" que rodea a un niño.

En 1939, Semyon Kirlian descubrió que al colocar un objeto o parte del cuerpo directamente sobre papel fotográfico y luego hacer pasar una corriente eléctrica de alto voltaje a través del objeto, se obtenía la imagen de un contorno brillante que rodea al objeto. Este proceso pasó a conocerse como fotografía Kirlian.
Algunos parapsicólogos, como Thelma Moss de UCLA, han propuesto que estas imágenes muestran niveles de poderes psíquicos y bioenergías. Sin embargo, los estudios científicos han encontrado que el efecto Kirlian es simplemente un fenómeno causado por la presencia de humedad en el objeto fotografiado. La electricidad produce un área de ionización de gas alrededor del objeto si está húmedo, (lo cual que es el caso de todos los seres vivos) y esto provoca una alternancia del patrón de cargas eléctricas en la película fotográfica. En ausencia de electricidad o aire (o cualquier elemento gaseoso) no se produce ningún efecto corona. Por tanto, el efecto no es inherente al ser humano, y no muestra ninguna característica de este ni otras atribuciones que se han hecho desde diferentes sectores de lo paranormal, sucediendo lo mismo con otros organismos vivos y seres inertes.Para probar lo anterior, se tomaron fotografías Kirlian en el vacío. En ninguna de las fotografías apareció ningún aura.
Después de rigurosas experimentaciones, no se ha descubierto ningún "proceso misterioso" o esotérico en relación con la fotografía kirlian.
Los intentos más recientes de capturar auras incluyen las cámaras y el software "Aura Imaging" introducido por Guy Coggins en 1992. Coggins afirma que su software utiliza datos de biorretroalimentación para colorear la imagen del sujeto. La técnica no ha dado resultados reproducibles.

## Pruebas, demostraciones y críticas

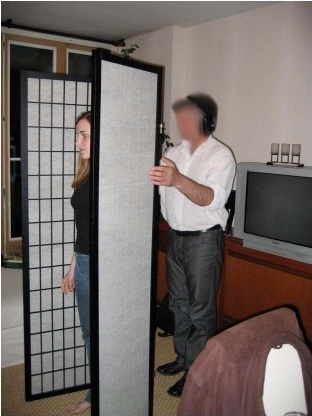
Un "lector de aura" siendo probado en un experimento controlado en el Observatoire Zététique, mayo de 2004

Cuando las supuestas habilidades psíquicas para observar auras o sus "emanaciones" han sido puestas a prueba, el resultado ha sido que dichas "habilidades" fallan repetidamente las pruebas.
Una de dichas pruebas implicó colocar a las personas en una habitación oscura y pedirle al psíquico que indicara cuántas auras podía observar. Solo se obtuvieron resultados similares a los que se obtendrían adivinando al azar.
El "reconocimiento de auras" ha sido ocasionalmente puesto a prueba en programas de televisión. Una prueba realizada frente a una audiencia en vivo involucró a una "lectora de aura" del Berkeley Psychic Institute (BPI) de pie en un lado de una habitación con una partición opaca que la separaba de varios compartimentos que podrían contener personas reales o maniquíes. La lectora de auras no fue capaz de identificar los compartimentos que contenían personas y afirmó -incorrectamente- que todos contenían personas, cuando solo 6 de los 20 compartimientos tenían personas, siendo los demás maniquíes.
En otra prueba televisada, se colocó otro lector de aura frente a una partición donde estaban paradas cinco personas. El lector de auras afirmó que podía ver sus auras desde detrás de la partición. A medida que cada persona salía de la partición, se le pidió al lector que identificara dónde estaba parada esa persona detrás de la partición. Identificó correctamente a 2 de 5, lo cual es consistente con lo que se puede adivinar al azar.
Los intentos de probar científicamente la existencia de auras han fracasado repetidamente. Por ejemplo, las personas no pueden ver las auras en completa oscuridad, y las auras nunca se han utilizado con éxito para identificar a las personas cuando sus características identificatorias físicas (altura, color de piel, tono de voz, silueta, etc.) se ocultan de otra manera en las pruebas controladas.
En 1996, la Fundación James Randi y la Asociación de Filadelfia para el Pensamiento Crítico realizaron una invitación a más de 60 "enfermeras del toque terapéutico" ―incluyendo a Dolores Krieger (profesora de enfermería en la Universidad de Nueva York, e inventora del toque terapéutico en los años setenta)―, y ofrecieron 742 000 dólares a cualquiera que pudiera demostrar su habilidad para detectar el aura. Solo una enfermera aceptó la invitación, pero obtuvo resultados no significativos estadísticamente. Su rendimiento fue del 55 %, ya que solo identificó correctamente a 11 sujetos de 20 como enfermos o sanos.
En 1998, Emily Rosa, una niña de 11 años, se convirtió en la persona más joven que ha publicado un artículo en la revista Journal of the American Medical Association (JAMA). Su trabajo sobre el toque terapéutico desmontó las afirmaciones de sus practicantes de que son capaces de detectar el aura de una persona. En su experimento participaron 21 practicantes del toque terapéutico. Cada uno de ellos se sentó al lado de una pantalla opaca introduciendo sus manos a través de unos agujeros. Emily lanzó en cada ocasión una moneda al aire para decidir a cuál de las dos manos del enfermero acercaba las suyas. El enfermero debía detectar su aura y decir a qué mano se había acercado. Aunque todos los participantes afirmaron ser capaces de realizar correctamente la prueba, los resultados estuvieron en contra de tales afirmaciones, ya que acertaron un 44 % de las veces, ligeramente peor que por puro azar.
Un estudio de 1999 concluyó que las señales sensoriales convencionales, como el calor corporal irradiado, podrían confundirse con la evidencia de este supuesto fenómeno metafísico.

## Explicaciones científicas
Los científicos han concluido repetidamente que no existe la capacidad de ver auras.
Los estudios en condiciones de laboratorio han demostrado que, en cambio, las aparentes percepciones de auras son mejor explicadas como ilusiones visuales conocidas como imágenes residuales.
Los neurólogos sostienen que las personas pueden creer percibir auras debido a efectos dentro del cerebro: epilepsia, migrañas o la influencia de drogas psicodélicas como el LSD.
Se ha sugerido que la aparente percepción de auras puede resultar de los efectos de la sinestesia. Sin embargo, un estudio de 2012 no descubrió ningún vínculo entre las auras y la sinestesia, y concluyó que "las discrepancias encontradas sugieren que ambos fenómenos son fenomenologicamente y comportamentalmente disimilares". El neurólogo clínico Steven Novella ha escrito: "Dado el peso de la evidencia, parece que la conexión entre las auras y la sinestesia es especulativa y se basa en similitudes superficiales que probablemente sean coincidencias".
Bridgette Perez, en una reseña del Skeptical Inquirer, escribió: "Las distorsiones perceptivas, las ilusiones y las alucinaciones pueden promover la creencia en las auras. . . Factores psicológicos, incluida la absorción, la propensión a la fantasía, la viveza de las imágenes visuales y las imágenes residuales, también pueden ser responsables de los fenómenos del aura"
El psicólogo Andrew Neher ha escrito que "no hay buena evidencia para apoyar la noción de que las auras sean, de alguna manera, un fenómeno de origen psíquico".
Algunos autores encuentran incoherente la impercepción sensitiva con su relación con la percepción física del ojo y el espectro de frecuencias visible.

## En la cultura popular
El libro El tercer ojo, escrito por Cyril Henry Hoskin bajo el seudónimo de Lobsang Rampa, afirma que los monjes tibetanos abrían el tercer ojo espiritual usando trepanación para acelerar el desarrollo de la clarividencia y permitirles ver el aura. También incluye técnicas de observación del cuerpo que pretenden ayudar a lograr la visualización del aura. El libro es considerado una farsa.